# Aqschürek Tangatarow

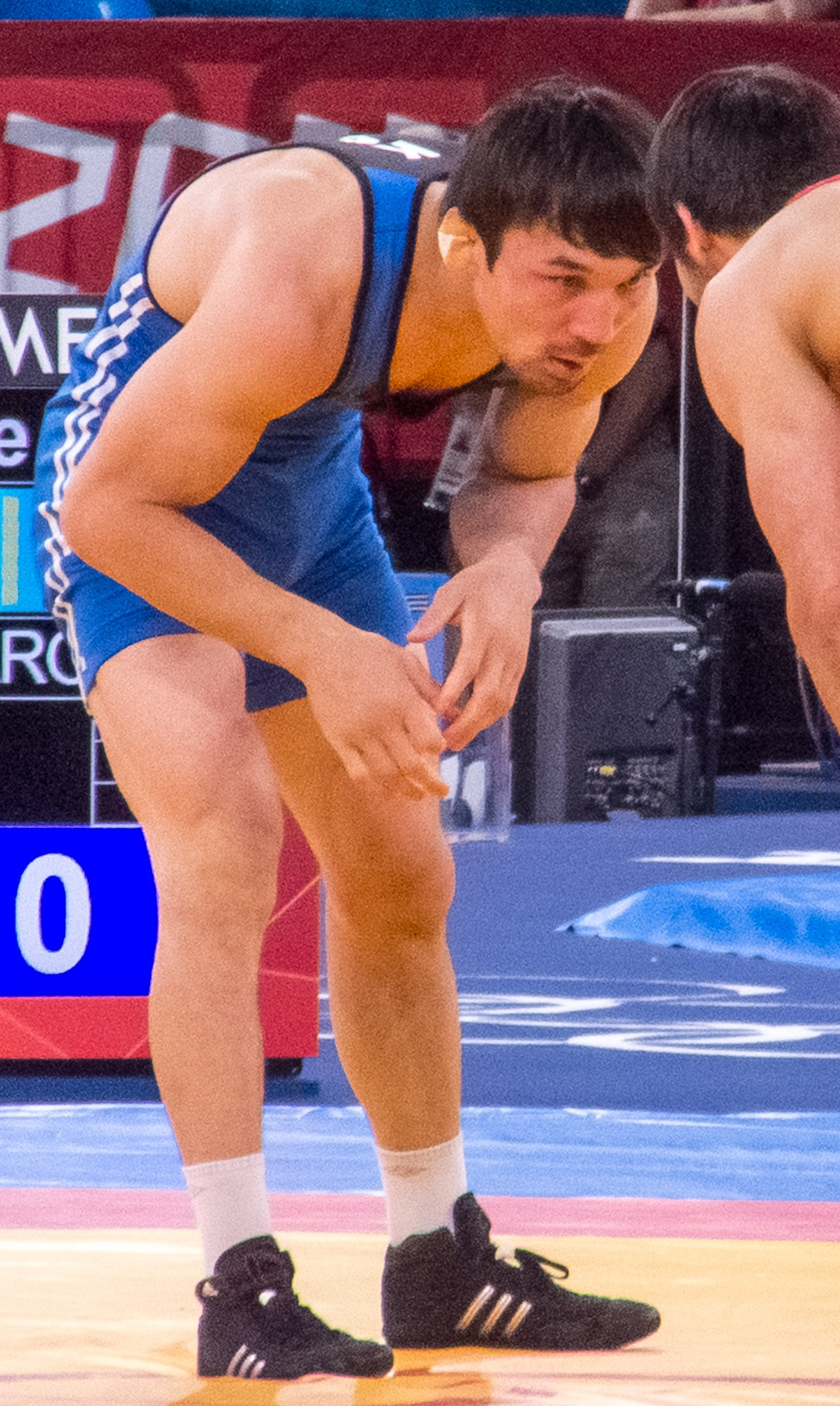
Aqschürek Tangatarow bei den Olympischen Spielen 2012

Aqschürek Dostyquly Tangatarow (kasachisch Ақжүрек Достықұлы Таңатаров, russisch Акжурек Достыкович Танатаров Akschurek Dostykowitsch Tanatarow; * 2. September 1986 in Schambyl, Kasachische SSR, UdSSR) ist ein kasachischer Ringer. Er gewann bei den Olympischen Spielen 2012 in London eine Bronzemedaille im freien Stil im Leichtgewicht.

## Werdegang
Aqschürek Tangatarow begann als Jugendlicher im Jahre 1996 in Taras mit dem Ringen. Er wird bzw. wurde seither von Baurschan Normachanow, Malik Nadirbekow und Adilet Sarybajew trainiert. Er ringt ausschließlich im freien Stil. Ser Sportstudent wiegt bei einer Größe von 1,73 Metern ca. 70 kg und startet im Leichtgewicht, der Gewichtsklasse bis 66 kg Körpergewicht.
Seine internationale Karriere begann er im Jahre 2003 bei der asiatischen Juniorenmeisterschaft der Cadets in Feng Yuang City auf Taiwan. Er belegte dabei in der Gewichtsklasse bis 69 kg einen 4. Platz. In den folgenden Jahren bestritt er im Juniorenbereich noch mehrere internationale Meisterschaften, konnte sich dabei aber nicht im Vorderfeld platzieren.
Im Jahre 2008 bestritt er ein Olympia-Qualifikations-Turnier in Martigny/Schweiz, wo er aber nur den 7. Platz belegte und sich deshalb nicht für die Teilnahme an den Olympischen Spielen 2008 in Peking qualifizieren konnte. 2009 belegte er bei der Asienmeisterschaft in Pattaya im Leichtgewicht den 7. Platz und bei der Weltmeisterschaft 2010 in Moskau kam er auf den 10. Platz.
Im Jahre 2011 war er bei keiner internationalen Meisterschaft am Start. Im Jahre 2012 kehrte er aber auf die internationale Matte zurück und zeigte sich dabei stark verbessert. Es gelang ihm, sich beim Olympia-Qualifikations-Turnier in Astana im Leichtgewicht mit einem 2. Platz hinter Ichtiyor Nawrusow aus Usbekistan für die Olympischen Spiele in London zu qualifizieren. Im olympischen Turnier besiegte er Andrei Kwiatkowski aus der Ukraine und Dawit Safarjan aus Armenien, verlor dann gegen den ehemaligen Weltmeister Sushil Kumar aus Indien und sicherte sich mit einem Sieg über den Olympiasieger von 2008 Ramazan Şahin aus der Türkei (2:1 Runden, 8:7 Punkte) eine olympische Bronzemedaille.
Nach den Spielen bekam er als Prämie vom kasachischen Staat eine Drei-Zimmer-Eigentumswohnung in Taraz und ein Auto geschenkt.

## Internationale Erfolge
| Jahr | Platz  | Wettbewerb                                                            | Gewichtsklasse | Ergebnisse |
| 2003 | 4.     | Asiatische Juniorenmeisterschaft (Cadets) in Feng Yuang City (Taiwan) | bis 69 kg      | Sieger: A. Pourmajid, Iran vor Dordschwaantschigiin Gombodordsch, Mongolei                                                                       |
| 2004 | 7.     | Asiatische Juniorenmeisterschaft in Alma Ata                          | Leicht         | Sieger: Sabit Kendigajew, Kasachstan vor Tsukasa Sato, Japan                                                                                     |
| 2005 | 19.    | Junioren-WM in Vilnius                                                | Leicht         | nach einer Niederlage gegen Chogan Suleimanow, Aserbaidschan                                                                                     |
| 2007 | 5.     | Dan Kolow & Nikola Petrow-Memorial in Sofia                           | Welter         | Sieger: Simeon Simeonow, Bulgarien vor Saifaddin Osmanow, Kasachstan                                                                             |
| 2008 | 7.     | Olympia-Qualif.-Turnier in Martigny                                   | Leicht         | Sieger: Mehdi Taghavi Kermani, Iran vor Serafim Barzakow, Bulgarien                                                                              |
| 2009 | 7.     | Asienmeisterschaft in Pattaya                                         | Leicht         | Sieger: Mehdi Taghavi Kermani vor Tatsuhiro Yonemitsu, Japan                                                                                     |
| 2010 | 16.    | Golden-Grand-Prix in Tiflis                                           | Leicht         | Sieger: Mehdi Taghavi Kermani vor Haislan Garcia Veranes, Kuba                                                                                   |
| 2010 | 10.    | WM in Moskau                                                          | Leicht         | nach einem Sieg über Melchor Manihusan, GUM und einer Niederlage gegen Kim Dae-sung, Südkorea                                                    |
| 2012 | 3.     | Golden-Grand-Prix in Teheran                                          | Leicht         | hinter Chami Moustafa Hossein, und Alireza Ghasemi, beide Iran                                                                                   |
| 2012 | 2.     | Olympia-Qualif.-Turnier in Astana                                     | Leicht         | hinter Ichtiyor Nawrusow, Usbekistan, vor Sushil Kumar, Indien und Kim Dae-sung                                                                  |
| 2012 | 3.     | Wacław-Ziółkowski-Memorial in Siedlce                                 | Welter         | hinter Matthew Gentry, Kanada und Ramasan Shahin, Türkei                                                                                         |
| 2012 | Bronze | OS in London                                                          | Leicht         | nach Siegen über Andrei Kwiatkowski, Ukraine und Dawit Safarjan, Armenien, einer Niederlage gegen Sushil Kumar und einem Sieg über Ramazan Şahin |

## Erläuterungen
- alle Wettkämpfe im freien Stil
- OS = Olympische Spiele, WM = Weltmeisterschaft
- Leichtgewicht, Gewichtsklasse bis 66 kg, Weltergewicht, bis 74 kg Körpergewicht